# USS Corregidor
USS Corregidor (CVE-58) là một tàu sân bay hộ tống lớp Casablanca được Hải quân Hoa Kỳ chế tạo trong Chiến tranh Thế giới thứ hai; tên nó được đặt theo đảo Corregidor trên bờ vịnh Manila, Philippines, nơi diễn ra trận phòng thủ Philippines vào năm 1942. Corregidor đã hoạt động cho đến hết Thế Chiến II, xuất biên chế năm 1946, nhưng được biên chế trở lại để phục vụ vận chuyển người, máy bay và hàng hóa trong Chiến tranh Triều Tiên. Nó cuối cùng ngừng hoạt động năm 1958 và bị bán để tháo dỡ năm 1959. Nó được tặng thưởng bốn Ngôi sao Chiến trận do thành tích phục vụ trong Thế Chiến II.

## Thiết kế và chế tạo
Con tàu được đặt lườn như là chiếc Auguilla Bay (AVG-58) tại Xưởng tàu Vancouver của hãng Kaiser Company, Inc. ở Vancouver, Washington vào ngày 20 tháng 8 năm 1942. Nó được đổi ký hiệu lườn ACV-58 vào ngày 20 tháng 8 năm 1942, trước khi được hạ thủy như là chiếc Corregidor vào ngày 12 tháng 5 năm 1943; được đỡ đầu bởi bà J. Hallett. Nó được xếp lại lớp CVE-58 vào ngày 15 tháng 7 năm 1943; được Hải quân sở hữu và nhập biên chế vào ngày 31 tháng 8 năm 1943 dưới quyền chỉ huy của Hạm trưởng, Đại tá Hải quân R. L. Bowman.

## Lịch sử hoạt động

### Thế Chiến II
Rời San Diego, California vào ngày 26 tháng 10 năm 1943, Corregidor gia nhập Đội tàu sân bay 24 tại Trân Châu Cảng và tham gia các cuộc không kích xuống quần đảo Gilbert từ ngày 10 tháng 11 đến ngày 6 tháng 12. Nó quay trở về San Diego để sửa chữa, rồi tiếp nhận nhân sự và máy bay lên tàu trước khi tiếp nối các hoạt động tại vùng biển quần đảo Hawaii cùng với đội của nó. Từ ngày 22 tháng 1 đến ngày 3 tháng 3 năm 1944, nó tham gia các hoạt động tại khu vực quần đảo Marshall, hỗ trợ trên không cho việc chiếm đóng Kwajalein.
Corregidor khởi hành đi Guadalcanal vào ngày 11 tháng 3, và đến nơi vào ngày 21 tháng 3. Nó lên đường cùng các tàu chiến của Đệ Tam hạm đội vào ngày 30 tháng 3 để hỗ trợ trên không cho cuộc đổ bộ lên đảo Emirau, rồi quay về cảng Purvis vào ngày 14 tháng 4. Nó lên đường hai ngày sau đó để gia nhập Đệ Thất hạm đội cho các chiến dịch không kích xuống Hollandia (nay là Jayapura) thuộc New Guinea từ ngày đến ngày 22 đến ngày 26 tháng 4. Nó quay trở về đảo Manus để tiếp liệu và tuần tra chống tàu ngầm cho đến ngày 4 tháng 5.
Trở thành soái hạm của Tư lệnh Đội tàu sân bay 24 cho chiến dịch chiếm đóng quần đảo Mariana, Corregidor đã tham gia tuần tra chiến đấu trên không và hỗ trợ phòng không cho cuộc chiếm đóng Saipan từ ngày 15 đến ngày 25 tháng 6; máy bay của nó đã bắn rơi ít nhất tám máy bay đối phương. Sau đó nó bảo vệ cho lực lượng tiếp liệu ngoài khơi Eniwetok từ ngày 1 đến ngày 3 tháng 7, rồi tham gia không kích vô hiệu hóa sức kháng cự của đối phương tại Guam, hỗ trợ trên không cho cuộc chiếm đóng tại đây cho đến ngày 28 tháng 7, khi nó quay trở về San Diego để đại tu.
Corregidor tham gia hoạt động huấn luyện chuẩn nhận phi công tàu sân bay tại vùng biển ngoài khơi Trân Châu Cảng từ ngày 12 tháng 10 đến ngày 21 tháng 11. Vào ngày 26 tháng 10, nó cùng Đội hộ tống 64 hình thành nên một đội tìm-diệt tàu ngầm, có nhiệm vụ truy tìm dấu vết nghi ngờ là tàu ngầm đối phương tại khu vực rộng lớn giữa Trân Châu Cảng và California. Vào ngày 2 tháng 1 năm 1945, đội đặc nhiệm chuyển sang tuần tra tại vùng biển giữa Trân Châu Cảng và Eniwetok nhằm bảo vệ số lượng lớn tàu bè Đồng Minh qua lại tại đây, và quay trở về Trân Châu Cảng vào ngày 13 tháng 2.
Corregidor khởi hành từ Trân Châu Cảng vào ngày 27 tháng 2 để hoạt động tìm kiếm một máy bay Consolidated C-87 mất tích, vốn đang chở Trung tướng Không quân Millard Harmon trên đường từ Kwajalein đến Trân Châu Cảng. Nó đi đến Majuro vào ngày 20 tháng 3, và từ ngày 21 tháng 3 đến ngày 27 tháng 4, nó hoạt động tuần tra chống tàu ngầm tại khu vực phụ cận Wotje và Maloelap thuộc quần đảo Marshall còn do quân Nhật chiếm giữ, rồi tại ngoài khơi Eniwetok.
Quay trở về Trân Châu Cảng vào ngày 4 tháng 5, Corregidor đảm nhiệm vai trò tàu sân bay huấn luyện tại khu vực quần đảo Hawaii, hoạt động chuẩn nhận phi công tàu sân bay cho đến khi chiến tranh kết thúc. Từ ngày 2 tháng 10 năm 1945 đến ngày 10 tháng 1 năm 1946, nó luân phiên nhiệm vụ này cùng ba chuyến đi giữa Trân Châu Cảng và San Diego, hồi hương các cựu chiến binh. Nó rời San Diego vào ngày 18 tháng 1 năm 1946 để đi Norfolk, Virginia, đến nơi vào ngày 4 tháng 2, nơi nó được cho xuất biên chế và đưa về lực lượng dự bị vào ngày 30 tháng 7 năm 1946.

### 1951-1958

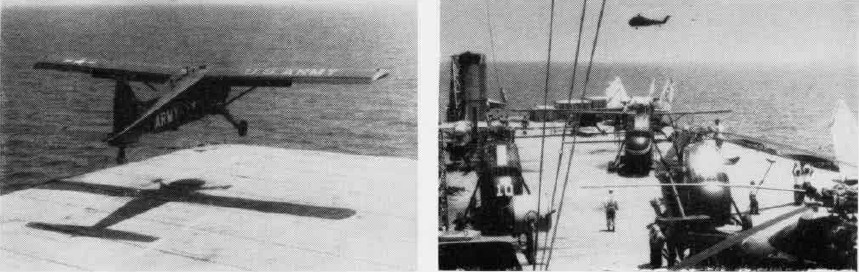
Máy bay lục quân được chất dỡ khỏi Corregidor ngoài khơi Lebanon, 1958.

Corregidor được cho nhập biên chế trở lại vào ngày 19 tháng 5 năm 1951 và phục vụ cùng Bộ tư lệnh Hải vận Quân sự. Nó đã vận chuyển nhân sự, máy bay và hàng hóa không quân đến các nước khối NATO, trong khuôn khổ Chương trình Trợ giúp Quân sự Hỗ tương, cũng như thực hiện năm chuyến đi băng qua kênh đào Panama để vận chuyển nhân sự và hàng hóa cho lực lượng Liên Hợp Quốc tại Triều Tiên trong những năm 1952-1954. Con tàu được xếp lại lớp với ký hiệu lườn mới T-CVU-58 vào ngày 12 tháng 6 năm 1955.
Khi cuộc Khủng hoảng Lebanon nổ ra vào mùa Hè năm 1958, Corregidor đang hiện diện tại Brindisi, Ý. Nó lập tức lên đường vận chuyển hai máy bay trinh sát và mười máy bay trực thăng thuộc Sư đoàn 24 Bộ binh để hỗ trợ cho cuộc đổ bộ lên Liban. Trên đường quay trở về Hoa Kỳ, nó bị hư hại nặng lườn tàu tại Đại Tây Dương do biển động nặng trong đêm 2 tháng 4 năm 1958; nó được chuyển từ Barcelona, Tây Ban Nha đến Pensacola, Florida với 20 sĩ quan và 150 thủy thủ trên tàu, phải dừng khẩn cấp tại Azores. Corregidor được cho xuất biên chế vào ngày 4 tháng 9 năm 1958, và bị bán để tháo dỡ vào ngày 28 tháng 4 năm 1959.

## Phần thưởng
Corregidor được tặng thưởng bốn Ngôi sao Chiến trận do thành tích phục vụ trong Thế Chiến II.